# Gerardo de León
Gerado de León est un réalisateur philippin, né le 13 septembre 1913 à Manille et mort le 25 juillet 1981 à Manille (Philippines).

## Filmographie
- 1940 : Estrellita
- 1941 : Maestra, Ang
- 1947 : Mameng, iniibig kita
- 1950 : 48 Oras
- 1951 : Sisa
- 1951 : Diego Silang
- 1952 : Bagong umaga
- 1952 : Python at the Old Dome (Sawa sa lumang simboryo)
- 1954 : Pedro Penduko
- 1954 : Ifugao
- 1955 : Sanda Wong
- 1957 : Bakya mo Neneng
- 1958 : Hanggang sa dulo ng daigdig
- 1959 : Terror Is a Man
- 1960 : Huwag mo akong limutin
- 1961 : Touch Me Not (Noli me tangere)
- 1961 : Moises Padilla Story
- 1962 : El Filibusterismo
- 1962 : I Am Justice (Ako ang katarungan)
- 1964 : The Walls of Hell (Intramuros)
- 1965 : Ang Daigdig ng mga api
- 1966 : The Blood Drinkers (Kulay dugo ang gabi)
- 1968 : Le Médecin dément de l'île de sang (Mad Doctor of Blood Island)
- 1968 : Brides of Blood
- 1971 : Lilet
- 1971 : Curse of the Vampires (Dugo ng vampira)
- 1971 : Women in Cages (Femmes en cages)
- 1975 : Fe, Esperanza, Caridad
- 1975 : Banaue

## Distinctions
- Prix Maria Clara du meilleur réalisateur en 1952 pour Sisa
- Prix FAMAS du meilleur réalisateur en 1953 pour Bagong umaga
- Nomination au Prix FAMAS du meilleur réalisateur en 1956 pour Sanda Wong
- Prix FAMAS du meilleur réalisateur en 1959 pour Hanggang sa dulo ng daigdig
- Prix FAMAS du meilleur réalisateur en 1961 pour Huwag mo akong limutin
- Prix FAMAS du meilleur réalisateur en 1962 pour Touch Me Not et Moises Padilla Story
- Prix FAMAS du meilleur réalisateur en 1963 pour El Filibusterismo
- Prix FAMAS du meilleur réalisateur en 1966 pour Ang Daigdig ng mga api
- Prix FAMAS du meilleur réalisateur en 1972 pour Lilet
- Ordre des Artistes nationaux des Philippines, en 1987